# Jacques-Germain Soufflot
Jacques-Germain Soufflot (Irancy, 22 de julho de 1713 — Paris, 29 de agosto de 1780) foi um arquitecto francês, iniciador do estilo arquitectónico do Neoclassicismo. O seu trabalho mais conhecido é, sem dúvida, o Panthéon (Panteão) de Paris, construído a partir de 1755, inicialmente uma igreja dedicada a Santa Genoveva.

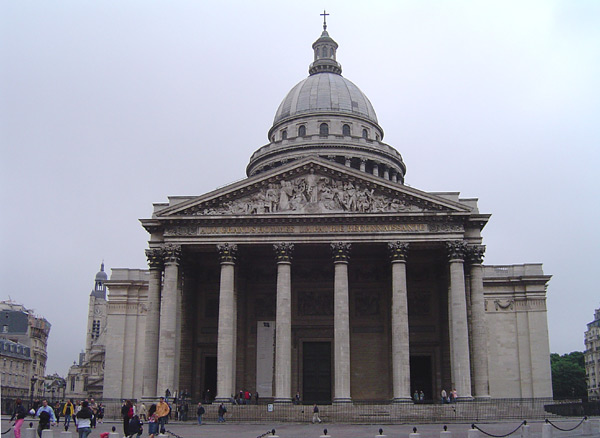
O Panthéon, em Paris.

Soufflot nasceu em Irancy, perto de Auxerre, na França. Com 18 anos, entrou para a Academia Francesa de Roma, onde os jovens estudantes da década de 1750 se tornariam na primeira geração de criativos plenamente neoclássicos. Ficará na Itália de 1731 a 1738. Quando voltou a França, trabalhou em Lyon, onde projectou o Hôtel-Dieu, com uma fachada de linhas castas, frente ao rio, interrompidas por uma cúpula de grandes dimensões, de base quadrada, que marca o local onde se situava uma capela, inserida no projecto, para a qual convergem as outras salas do edifício. O interior da cúpula é revestido de caixotões que, ao diminuírem de tamanho, provocam ilusões de perspectiva. A Bolsa de Lyon, ou a "Loge des Changes" é outro dos seus projectos desta época. Neste caso teve de reformular um mercado do século XVI, de forma a criar um espaço de reunião numa galeria em arcada ("loggia"). Esta nova loggia de Soufflot inovava pela severidade dos arcos limitados de forma firme e despojada pela austeridade de colunas dóricas, e sublinhada por enfáticas linhas horizontais. Em Lyon, Souflot foi, ainda, integrado da Academia local.
Soufflot voltou, entretanto a Itália, para uma viagem (de 1749 a 1750) que teve resultados mais marcantes. Acompanhado do futuro marquês de Vandière e Marigny, irmão de Madame de Pompadour, que fazia esta viagem para se instruir, de forma a cumprir as funções de Director dos Edifícios do Rei, e do desenhador e gravador Charles Cochin, visita Nápoles e Pesto, onde é um dos primeiros a visitar os seus templos dóricos recentemente descobertos. Nesta viagem interessou-se especialmente por teatros. Em 1755, Marigny, enquanto Director Geral dos Edifícios Reais, delega em Soufflot o controlo arquitectónico dos edifícios reais em Paris, como a Tesouraria de Notre-Dame, a Escola de Direito (1771-1783). e a Fonte da Cruz do Trahoir. No mesmo ano é admitido na Academia Real de Arquitectura.
O Panteão de Paris (para o qual foi escolhido como arquitecto, em detrimento de Jacques Ange Gabriel, o que o tornava "primeiro-arquitecto" do Rei) é a sua obra mais famosa, ainda que o Hotel Marigny, construído para o seu jovem patrono, de 1768 a 1771, seja considerado mais representativo do gosto pessoal deste arquitecto.
Foi sepultado no próprio Panteão.